# Trinomys myosuros
Trinomys myosuros là một loài động vật có vú trong họ Echimyidae, bộ Gặm nhấm. Loài này được Lichtenstein mô tả năm 1820.

## Hình ảnh

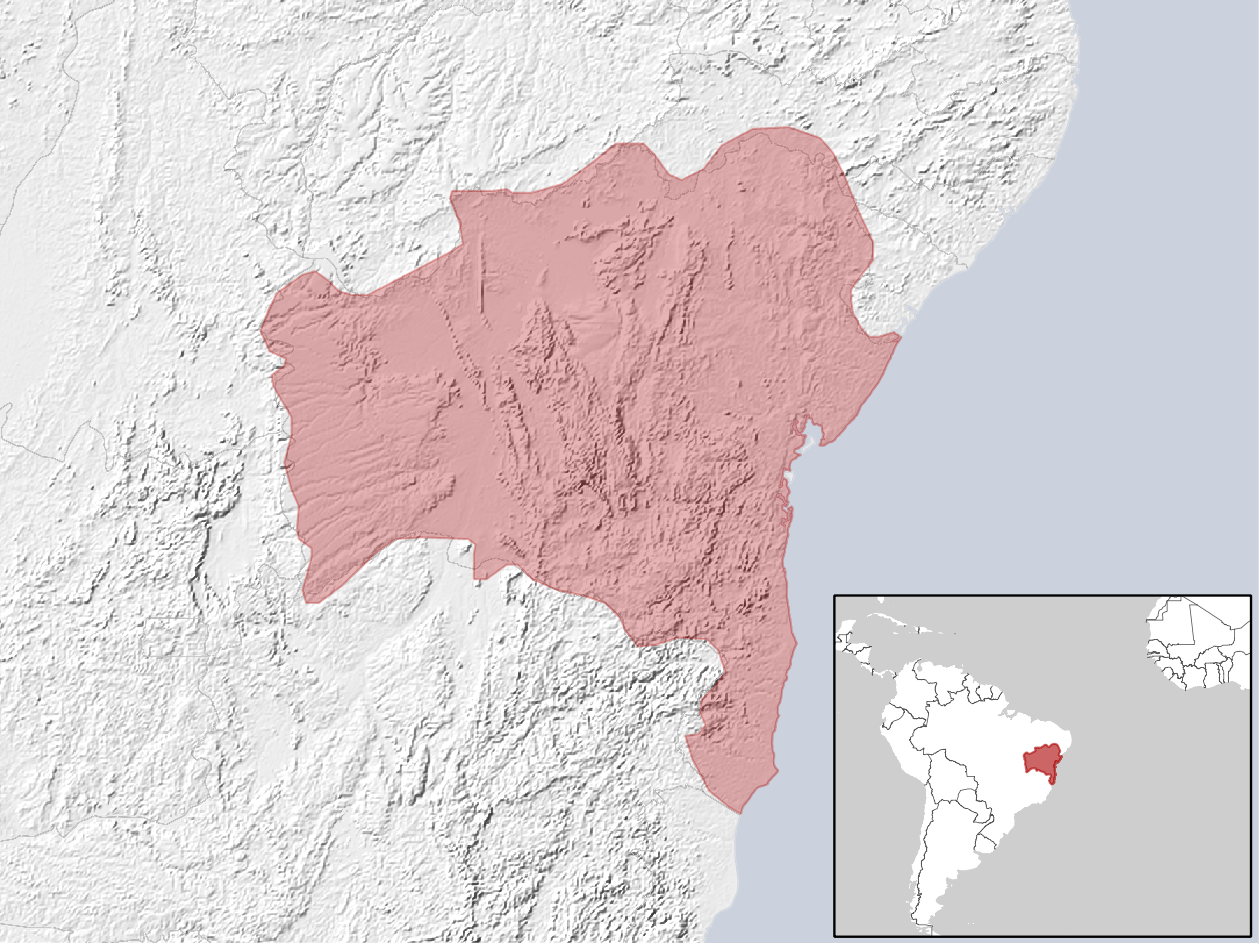